# ميلفين لورينزين
ميلفين لورينزين (26 نوفمبر 1994 بلندن في المملكة المتحدة - ) هو لاعب كرة قدم أوغندي وألماني في مركز الهجوم. شارك مع منتخب أوغندا لكرة القدم. أما مع النوادي، فقد لعب مع فيردر بريمن وفيردر بريمن 2 ‏.

## مسيرته الكروية
لعب ميلفين لورينزين خلال مسيرته الاحترافية مع 3 أندية في تسعة مواسم وسجل خلالها 11 هدفًا ضمن 111 مباراة. ولم يفز بأي موسم بالكأس أو بالدوري.
خاض ميلفين لورينزين مسيرته مع نادي فيردر بريمن في موسم 2013–14 واستمر معه طيلة ثلاثة مواسم، مشاركًا في 14 مباراة سجل خلالها هدفًا واحدًا. ثم انتقل إلى فيردر بريمن 2 ‏ في موسم 2016–17 لمدة موسم واحد، حيث شارك في 55 مباراة سجل خلالها 7 أهداف. لينتقل بعدها إلى نادي أدو دين هاغ في موسم 2017–18 ولمدة موسمين، مشاركًا في 42 مباراة سجل خلالها 3 أهداف.

## روابط خارجية
- ميلفين لورينزين على موقع اتحاد أوكرانيا (الإنجليزية)
- ميلفين لورينزين على موقع قاعدة بيانات كرة القدم.إي يو (الإنجليزية)
- ميلفين لورينزين على موقع بيانات كرة القدم. دي إي (الألمانية)
- ميلفين لورينزين على موقع ناشيونال فوتبول تيمز (الإنجليزية)
- ميلفين لورينزين على موقع Soccerbase.com (لاعب) (الإنجليزية)
- ميلفين لورينزين على موقع Soccerway.com (الإنجليزية)
- ميلفين لورينزين على موقع عالم كرة القدم.نت (الإنجليزية)
- ميلفين لورينزين على موقع AS.com (الإسبانية)